# 吴元新
吴元新（1960年—），男，江苏启东人，中国工艺美术大师，国家级非物质文化遗产代表性传承人，现任南通蓝印花布艺术馆馆长，中国民间文艺家协会副主席。